# Eugerres mexicanus
Eugerres mexicanus är en fiskart som först beskrevs av Steindachner, 1863.  Eugerres mexicanus ingår i släktet Eugerres och familjen Gerreidae. IUCN kategoriserar arten globalt som livskraftig. Inga underarter finns listade i Catalogue of Life.